# Gouvernement Demotte III
Pour les articles homonymes, voir Gouvernement Demotte.

Le gouvernement Rudy Demotte III est un gouvernement de la Communauté française de Belgique bipartite composé de socialistes (PS) et de démocrates-humanistes (cdH).
Gouvernement de la Communauté française
 Demotte II Jeholet
Ce gouvernement a pris le relais du Gouvernement Demotte II au 22 juillet 2014, après les élections régionales du 25 mai 2014.

## Composition
| Image | Titulaire | Titulaire            | Poste | Parti |
| ----- | --------- | -------------------- | --- | ----- |
|       |           | Rudy Demotte         | Ministre-président, chargé de l'Égalité des chances et des Droits des femmes                                                 | PS    |
|       |           | Alda Greoli          | Vice-présidente, ministre de la Culture, de l'Enfance et de l'Éducation permanente                                           | cdH   |
|       |           | Jean-Claude Marcourt | Vice-président, ministre de l'Enseignement supérieur, de l'Enseignement de Promotion sociale et à la Recherche et aux Médias | PS    |
|       |           | Rachid Madrane       | Ministre de la Jeunesse, de l'Aide à la jeunesse, des sports, des Maisons de justice et de la Promotion de Bruxelles         | PS    |
|       |           | Marie-Martine Schyns | Ministre de l'Éducation | cdH   |
|       |           | André Flahaut        | Ministre du Budget, à la Fonction publique et à la Simplification administrative                                             | PS    |

## Démissions en cours de législature
- Joëlle Milquet, vice-présidente et ministre de l'Éducation, de la Petite Enfance, des Crèches et de la Culture, a démissionné le 11 avril 2016[1]. Le 18 avril 2016, elle est remplacée par Marie-Martine Schyns à l'Éducation et par Alda Greoli à la Culture et à la Petite Enfance[2],[3].
- René Collin, Ministre des Sports, a démissionné le 18 avril 2016[4]. Ses compétences sont reprises par Rachid Madrane[5].
- Isabelle Simonis, Ministre de l'Enseignement de Promotion sociale, de la Jeunesse, des Droits des femmes et de l'Égalité des chances a démissionné le 3 décembre 2018. Ses compétences sont reprises par Rachid Madrane (Jeunesse), Jean-Claude Marcourt (Enseignement de Promotion sociale) et Rudy Demotte (Égalité des chances et Droits des femmes)[6].